# 刘则礼
刘则礼，字景渊，元朝将领，京山人。
1351年，招募武装镇压反元义军，授沔阳府判官。跟随答失八都鲁平定河南，1358年，擢升为安陆府同知，官至河南行枢密院副使，镇守白羊口。1365年，扩廓帖木儿总兵南伐，授湖广行省左丞。1368年，明朝大军入京师大都，刘则礼兵溃，率麾下百人驻守易州龙居山，从小路到大同谒见扩廓帖木儿。将作院使田迈鲁团结沿山民寨，留下刘则礼共守。不久，扩廓帖木儿在太原大败，刘则礼知道元朝不可复兴，想要带兵投奔北逃的元惠宗，迈鲁无去意。明兵到达，迈鲁迎降，想要授官刘则礼，他推辞不受。寓居蓟州去世。